# Syrischer Braunbär
Der Syrische Braunbär (Ursus arctos syriacus) ist eine Unterart des Braunbären. 

## Merkmale
Der Syrische Braunbär ist typischerweise sehr hell gefärbt. Das kurze, relativ grobe Fell ist strohfarben, wobei die Beine meist nicht dunkler sind als der Rumpf. Auf dem Widerrist bilden längere Haare mit graubrauner Basis eine etwas dunkler gefärbte Zone aus, die bei manchen Individuen ein dunkles Band über den gesamten Rücken bildet. Einige Individuen sind insgesamt etwas dunkler und nähern sich dann hellen Exemplaren von Ursus arctos arctos an.
Mit seinem hellbraunen Fell und seiner vergleichsweise geringen Körpergröße hebt er sich deutlich von den anderen Braunbären-Unterarten ab. Er erreicht ein Gewicht von bis zu 190 kg.

## Verbreitung
Die Verbreitung der Unterart ist aufgrund der verworrenen Taxonomie der Unterarten des Braunbären (allein für den Kaukasus wurden von verschiedenen Autoren fünf verschiedene Unterarten, zum Teil nebeneinander, angegeben) kaum verlässlich anzugeben. Innerhalb des gewaltigen, vier Kontinente umfassenden historischen Areals des Braunbären handelt es sich in jedem Falle um Tiere, die den Südrand der rezenten Verbreitung markieren. Die Verbreitungsgrenze im Norden wird allgemein entweder im Libanon, oder möglicherweise im äußersten Süden der Türkei, angegeben, nördlich davon schließt das Verbreitungsgebiet der Nominatform, des Europäischen Braunbären Ursus arctos arctos, an. Die Verbreitungsgrenze im Osten ist gegenüber anderen Unterarten kaum verlässlich abgrenzbar, zumal Bären heute in diesen Regionen extrem selten, heimlich und nur unregelmäßig beobachtet sind. Nach Ansicht einiger Autoren reicht es bis Pakistan.
In Syrien ist der Braunbär vermutlich ausgestorben, auch wenn jüngst (im Jahr 2014) Fotobelege und Spuren es möglich erscheinen lassen, dass eine winzige Reliktpopulation überlebt haben könnte. In Israel wird er in biblischen und historischen Berichten erwähnt, die letzte verlässliche Erwähnung im heutigen Staatsgebiet scheint 1912 vom Hermon zu stammen, auch aus dem Libanon liegen nur historische Angaben vor. Im Iran gibt es bis heute Bären im Elburs-Gebirge und Zāgros-Gebirge. In Golestan wurden 2015 bei einer Untersuchung mindestens 30 Bären, die dort im Hochgebirge leben, bestätigt. In der Türkei leben bis heute Bären vor allem im Pontischen Gebirge nahe der Schwarzmeerküste; diese Populationen werden meist nicht der Unterart syriacus zugeordnet.

## Taxonomie
Die Unterart wurde von Wilhelm Hemprich und Christian Ehrenberg in ihrem Werk „Symbolae physicae (...)“ als Ursus syriacus beschrieben. Sie beziehen sich in der Artdiagnose, neben der gegenüber anderen Braunbären geringen Körpergröße und etwas anderer Kopfproportionen, insbesondere auf die gelblichweiße Fellfarbe. Die Berechtigung dieser, wie auch der meisten anderen Unterarten des Braunbären wird in jüngerer Zeit oft bestritten.
Nach genetischen Analysen von lebenden Bären, Museumsmaterial und subfossilen Knochenfunden aus Ausgrabungen zeigen die Bären der Mittelost-Region eine sehr hohe genetische Diversität. Die Exemplare aus Syrien und der Türkei gehören demnach genetisch zu einer weit verbreiteten, holarktischen Klade („Klade 3a“), der Bären aus Osteuropa, dem größten Teil Nordasiens und dem nordwestlichen Nordamerika angehören. Genetisch am ähnlichsten waren Bären aus Rumänien. Im Gegensatz dazu war der getestete Bär aus dem Libanon näher verwandt mit Bären, die heute in Westeuropa leben („Klade 1“). Die iranischen Bären waren sowohl untereinander wie auch zu den anderen getesteten Individuen recht verschieden. Bären aus dem Kaukasus, die aufgrund morphologischer Analysen der Unterart zugerechnet worden waren, zeigten bei genetischen Analysen weder untereinander noch zu den Bären der Levante besondere Ähnlichkeit. Die Unterart ist demnach nach genetischen Daten nicht abgrenzbar.

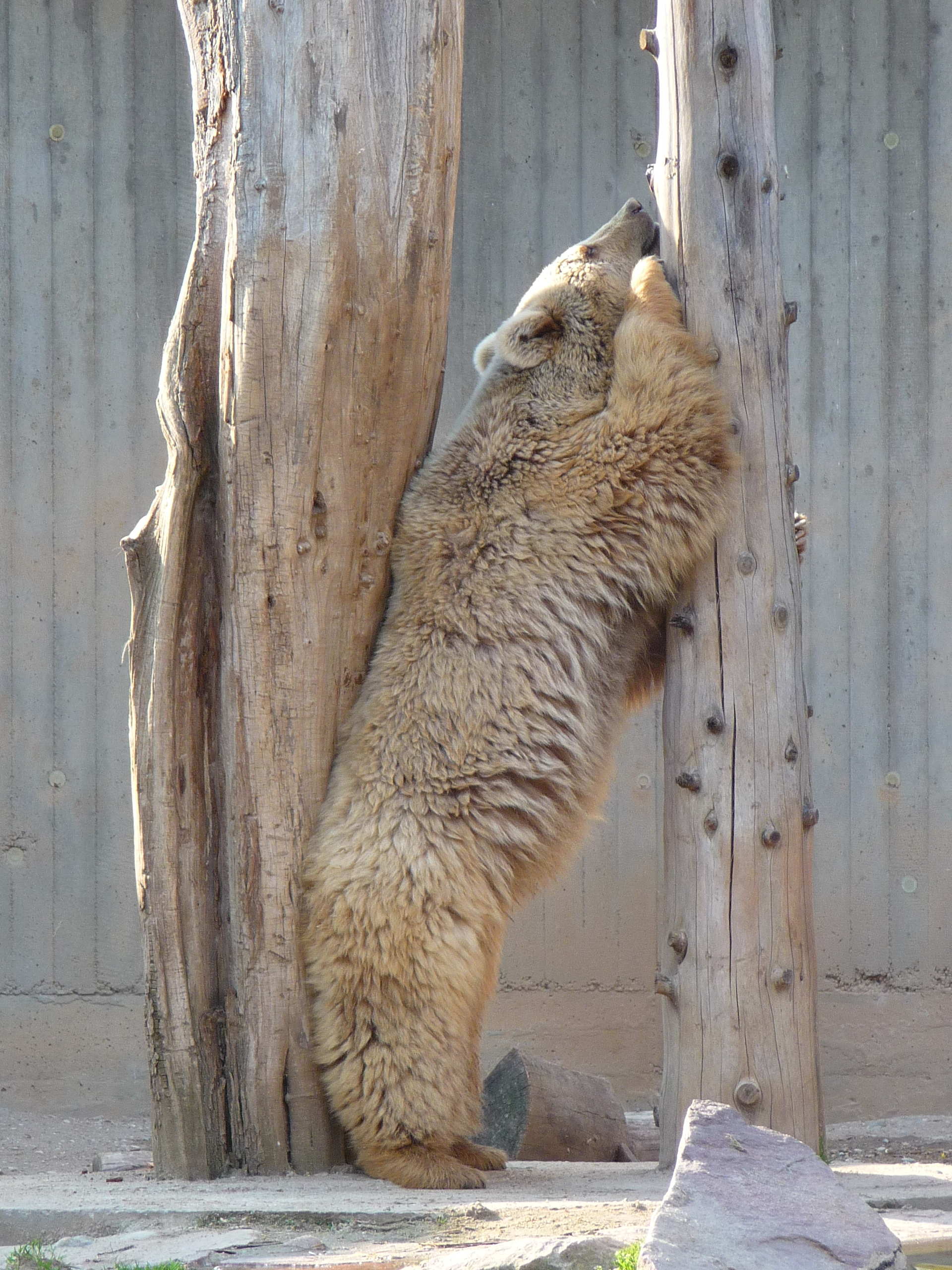
Syrischer Braunbär im alten Bärengehege des Heidelberger Tiergarten
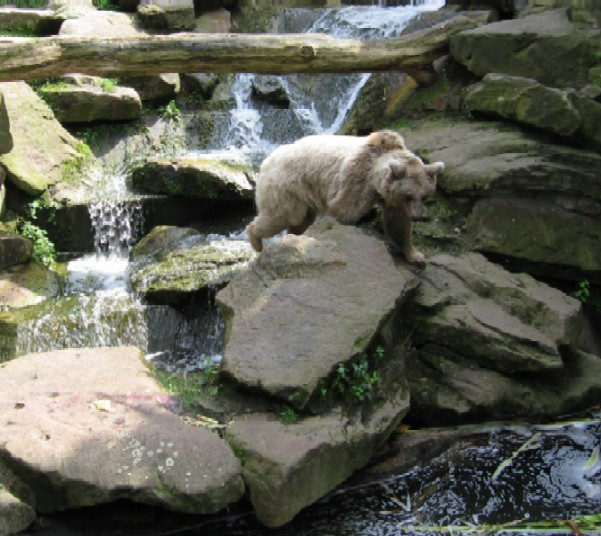
Syrischer Braunbär bei der Nahrungssuche
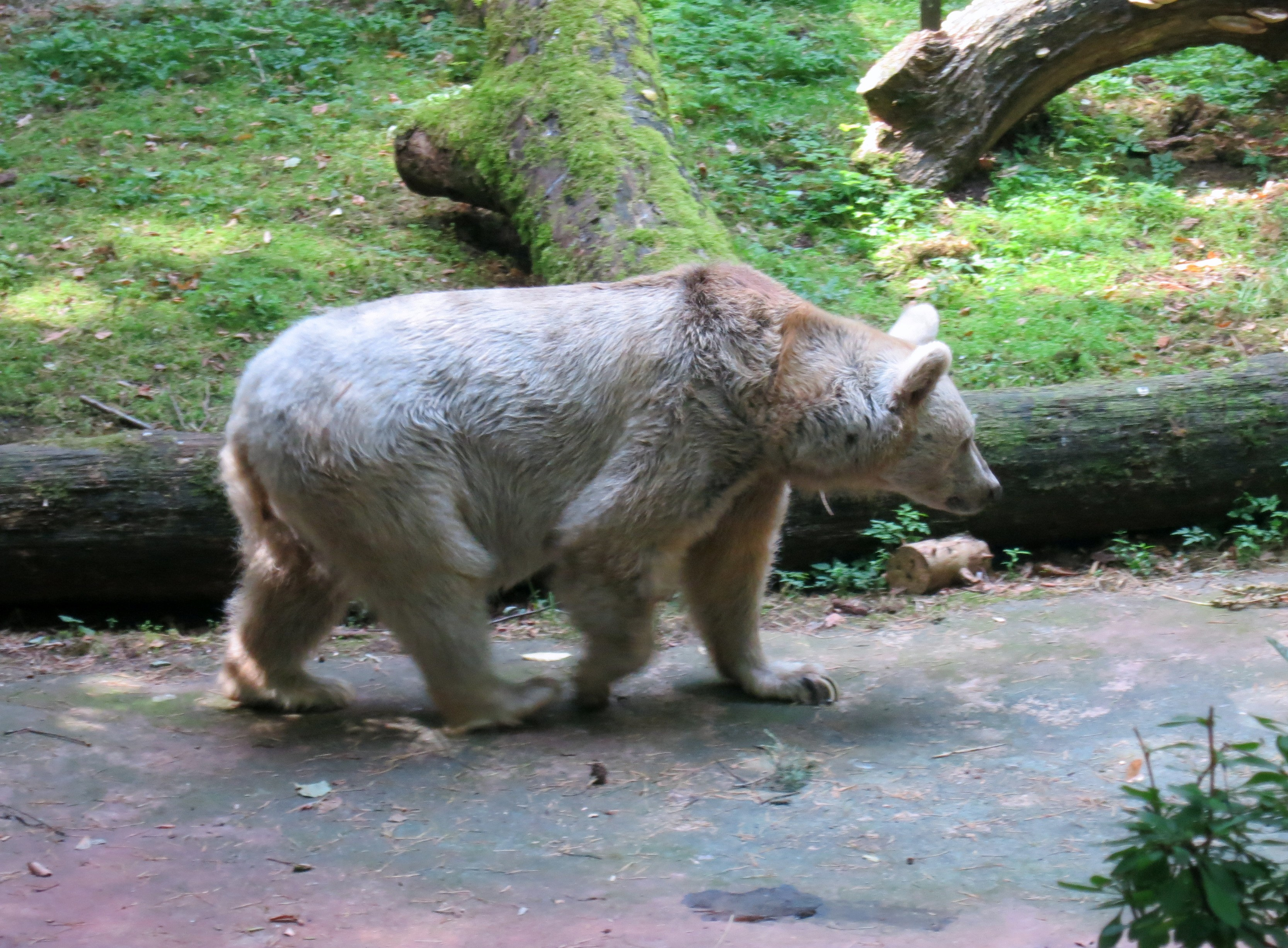
Syrischer Braunbär im Tiergarten Nürnberg